# Swing (golf)
Lo swing è il movimento che si esegue nel golf utilizzato in tutti i tipi di colpi per far partire la palla verso l'obiettivo facendola alzare. Esso è diverso per ogni tipo di colpo. In particolare, si dice colpo il movimento in avanti del bastone fatto con l'intenzione di colpire la palla e muoverla; se un giocatore controlla di proposito il proprio downswing, prima che la testa del bastone raggiunga la palla, egli non ha effettuato un colpo.

## Lo swing

Rappresentazione grafica di uno swing

Lo swing comune non ha un nome tecnico, ma viene chiamato dai golfisti semplicemente "swing". Esso si esegue con tutti i bastoni escluso il putter.
Per eseguire lo swing ci si posiziona davanti alla palla (adressarsi), si impugna il bastone con entrambe le mani e lo si porta lentamente dietro alla testa facendo ruotare spalle e schiena; dall'apice del backswing (ovvero dalla posizione appena raggiunta) si inizia il downswing (la discesa verso la palla) con un movimento rotatorio verso l'obiettivo che porta il bastone verso la palla per colpirla. Dal downswing si passa al follow through (il passaggio "attraverso" la palla che la mette in moto) continuando il movimento dei fianchi e del corpo; quando il bastone e le braccia puntano verso l'obiettivo la testa inizia a girare. Una volta che la palla si è staccata dalla faccia del bastone inizia finish, l'ultima fase dello swing: i fianchi completano la rotazione, le braccia si piegano e il corpo si trova rivolto verso l'obiettivo, con il bastone appoggiato sulla spalla sinistra (o destra per i mancini) dietro il collo.

## Il pitching
Il pitching è un tipo di colpo che si esegue con i wedge usato per far coprire dal colpo una distanza inferiore ai 50 metri circa.
Per questo tipo di colpo si deve spostare il peso del corpo sulla gamba sinistra, eseguire un backswing a metà (con il bastone che arriva a 90° dal terreno e la faccia che guarda verso l'alto) e colpire dolcemente la palla per non farla andare troppo lontano fermando il follow through quando il bastone è a 90° gradi dal terreno con la faccia che guarda verso l'alto dall'altra parte del corpo. Per spostare il bastone, a differenza dello swing comune, non ci sarà bisogno di utilizzare il movimento dei fianchi o si utilizzerà molto poco perché è quel movimento che genera la potenza di cui, per il pitching, non si ha bisogno.

## Il chipping
Il chipping è un tipo di colpo che si esegue con i ferri quando la palla è sul bordo del green.
Per questo tipo di colpo bisogna spostare il peso in avanti, portare il bastone appena indietro e poi colpire la palla abbastanza forte per farle farea un piccolo salto e farla rotolare sul green verso la buca. Per questo tipo di colpo lavorano solo le braccia, non si utilizzano le tecniche dello swing comune.

## Flop shot
Il flop shot è un tipo di colpo dove la palla vola molto in alto, atterra vicino e resta ferma sul punto dove è atterrata; si esegue quando si è vicini al green e quindi non si può tirare un colpo pieno, però di fronte al giocatore c'è un ostacolo (ad esempio un letto di sabbia) e quindi è troppo rischioso giocare un pitching.
Questo colpo si esegue con i wedge con maggiore loft, bisogna posizionare la palla davanti al piede sinistro, puntare a sinistra della buca per permettere di "aprire la faccia del bastone" ( per aumentarne ulteriormente l'angolo ): questo permette, dopo uno swing pieno con la tecnica descritta nello swing comune, di far passare la testa del bastone sotto alla palla per farle prendere quella traiettoria di volo precedentemente descritta.

## Explosion
L'explosion è un tipo di colpo che si esegue per far uscire la palla da un bunker (letto di sabbia) quando la buca è vicina. Si usa un Sand o Lob Wedge e per eseguirlo non ci si posiziona in linea con la buca, ma col corpo più orientato a sinistra (o a destra per i mancini) per permettere di aprire la faccia del bastone aumentando il loft. Si esegue sempre uno swing pieno con la tecnica spiegata nello swing comune con molta scioltezza; infatti il bastone non colpirà la palla, ma colpirà la sabbia sotto di essa: meno sabbia sarà colpita più la palla andrà lontano.

## Bump and run
Il bump and run, colpo a correre, è un tipo di colpo utilizzato nei link scozzesi da eseguire con i ferri e i wedge quando tra il golfista e il green non c'è nessun ostacolo e si vuole tenere la palla sotto vento. L'esecuzione di questo colpo è un misto tra il punch shot (che sarà successivamente spiegato) e il pitching (dal quale riprenderà la dolcezza del movimento e la poca potenza utilizzata)

## Punch shot
Il punch shot (detto anche knock down) è un tipo di colpo controllato da eseguire con i ferri che si usa per tenere la palla bassa sottovento e con molto backspin (rotazione all'indietro) per fermarla prima.
Si esegue mettendo la palla di fronte al piede destro, le braccia dritte e il bastone inclinato in avanti, con la faccia molto chiusa. Il movimento che si esegue è leggermente più corto e più netto dello swing comune.